# Erysiphe carpophila
Erysiphe carpophila är en svampart som beskrevs av Syd. 1922. Erysiphe carpophila ingår i släktet Erysiphe och familjen Erysiphaceae.   Inga underarter finns listade i Catalogue of Life.